# 老鼠樂園
老鼠樂園（Rat Park）是1970年由加拿大西門菲莎大學心理學教授布魯斯·K·亞歷山大及其同事針對藥物成癮現象進行的動物實驗，其成果於1980年發表。

## 實驗內容
亞歷山大提出一個猜想，認為藥物本身不導致成癮，而在實驗室裡觀察到的實驗室老鼠對鴉片類藥物成癮現象，是因為這些老鼠的生活環境，而非這些藥物本身的成癮性所致。在2001年，他跟加拿大參議院說早期的研究將老鼠關在籠子哩，並給他們拴上自我注射裝置，而這只能說明說「受到嚴重壓力的動物，就像受到嚴重壓力影響的人一般，在可能的狀況下，會透過藥物紓解壓力。」
亞歷山大教授想要證明，在實驗室觀察到的，老鼠對鴉片類的藥物產生上癮現象，是源自於環境造成的壓力，而不是藥物作用。為了證明他的假設，他建造了一個符合野外老鼠生活環境的實驗區，面積 8.8平方公尺，而這比實驗室一般所用的籠子還要大上兩百倍，且裏頭有充足的食物可以享用，同時還有球以及轉輪等玩具可以玩，還有足夠的空間可進行交配和育兒。:166在食物充足的環境中，他養殖了16到20隻的老鼠，讓它們自由活動，有正常的社交生活。老鼠先被餵食57天的嗎啡，確認成癮，再被放至實驗區。實驗區中提供普通的白開水與加了嗎啡的水，讓老鼠自由飲用。實驗的結果看似證明了他的假設，實驗顯示，在進入老鼠樂園後，這些先前出現嗎啡成癮現象的老鼠，其嗎啡水飲用量，大幅下降，在多數情況下，老鼠選擇了普通的白開水，他認為這個實驗證明了逃避壓力是造成藥物成癮的原因之一。
事後亞歷山大教授寫道說「沒有任何我們嘗試的方法‧‧‧能在居住於合理環境中的老鼠，呈現任何看起來像是成癮的行為」；而在此實驗和一些後續的實驗中，做為控制組、繼續被關在籠子裡的老鼠所消耗的嗎啡遠遠較多。
《科学》和《自然》這兩本主要的期刊拒絕刊登亞歷山大等人最初的論文，之後這篇論文出現在《精神藥理學》（Psychopharmacology）這本規模較小但主流的期刊上。開始時，這篇論文的刊登並未引起注意，幾年後，西門菲莎大學不再提供老鼠樂園實驗的經費。

## 影響
受此實驗影響，開始出現使用生活輔導的方式，讓成癮者脫離痛苦的環境，來協助戒癮。

## 參照
1. 1 2  Alexander, Bruce K., (2001) "The Myth of Drug-Induced Addiction" （页面存档备份，存于）, a paper delivered to the Canadian Senate, January 2001, retrieved December 12, 2004.
2. ↑  Weissman, D. E. & Haddox, J. D. (1989). "Opioid pseudoaddiction: an iatrogenic syndrome," Pain, 36, 363–366, cited in Alexander 2001, op cit.
3. ↑  Slater, Lauren. (2004) Opening Skinner's Box: Great Psychological Experiments of the Twentieth Century, W.W. Norton & Company.
4. ↑  Alexander, B.K., Coambs, R.B., and Hadaway, P.F. (1978). "The effect of housing and gender on morphine self-administration in rats," Psychopharmacology, Vol 58, 175–179. PMID 98787